# Sherwood (Comtat de Defiance)
Sherwood és una població del Comtat de Defiance (Ohio) als Estats Units d'Amèrica. Segons el cens dels Estats Units del 2000 tenia 801 habitants.

## Demografia
Segons el cens del 2000, Sherwood tenia 801 habitants, 301 habitatges, i 227 famílies. La densitat de població era de 214,8 habitants per km².
Dels 301 habitatges en un 34,6% hi vivien nens de menys de 18 anys, en un 60,8% hi vivien parelles casades, en un 10,3% dones solteres, i en un 24,3% no eren unitats familiars. En el 21,3% dels habitatges hi vivien persones soles el 9,6% de les quals corresponia a persones de 65 anys o més que vivien soles. El nombre mitjà de persones vivint en cada habitatge era de 2,66 i el nombre mitjà de persones que vivien en cada família era de 3,04.
Per edats la població es repartia de la següent manera: un 27,3% tenia menys de 18 anys, un 8,5% entre 18 i 24, un 29,5% entre 25 i 44, un 22,2% de 45 a 60 i un 12,5% 65 anys o més.
L'edat mediana era de 36 anys. Per cada 100 dones de 18 o més anys hi havia 90,8 homes.
La renda mediana per habitatge era de 39.135 $ i la renda mediana per família de 42.188 $. Els homes tenien una renda mediana de 32.130 $ mentre que les dones 23.500 $. La renda per capita de la població era de 16.212 $. Aproximadament el 10,9% de les famílies i el 12,5% de la població estaven per davall del llindar de pobresa.